# 杭州
杭州（こうしゅう）は、中国にかつて存在した州。隋代から清末にかけて、現在の浙江省杭州市に設置された。

## 隋代
589年（開皇9年）、呉州より杭州が分割設置された。607年（大業3年）、郡制施行に伴い杭州は余杭郡と改称され、下部に7県を管轄した。隋代の行政区分に関しては下表を参照。
| 隋代の行政区画変遷 | 隋代の行政区画変遷          | 隋代の行政区画変遷 | 隋代の行政区画変遷   | 隋代の行政区画変遷 | 隋代の行政区画変遷                               |
| 区分               | 開皇元年                    | 開皇元年           | 開皇元年             | 区分               | 大業3年                                          |
| ------------------ | --------------------------- | ------------------ | -------------------- | ------------------ | ------------------------------------------------ |
| 州                 | 呉州                        | 呉州               | 呉州                 | 郡                 | 余杭郡                                           |
| 郡                 | 銭唐郡                      | 呉郡               | 呉興郡               | 県                 | 銭唐県 富陽県 於潜県 塩官県 余杭県 武康県 臨安県 |
| 県                 | 銭唐県 新城県 富陽県 於潜県 | 塩官県 海塩県      | 余杭県 武康県 臨安県 | 県                 | 銭唐県 富陽県 於潜県 塩官県 余杭県 武康県 臨安県 |

## 唐代
621年（武徳4年）、唐が李子通を平定すると、余杭郡は杭州と改められた。742年（天宝元年）、杭州は余杭郡と改称され、江南東道に属した。758年（乾元元年）、余杭郡は杭州と改称され、浙江西道節度使の管轄に置かれた。唐代の杭州は南北を連絡する運河か流れ、貨物の集散地とし発展、貞観年間（627年-649年）には人口が15万人であったものが、開元年間（713年-741年）には58万人を数え、広州・揚州と並ぶ経済の中心となった。
また822年（長慶2年）には白居易が杭州刺史として赴任、西湖の大規模水利事業を行っている。
杭州の管轄県は以下の8県
- 銭塘県（州治所在地）
- 塩官県
- 臨安県
- 富陽県
- 余杭県
- 於潜県
- 新城県
- 唐山県

## 五代十国時代
五代十国時代には呉越が成立し杭州はその国都とされ西府（西都）と称された。
呉越国での西府管轄県は以下の通り
- 銭塘県（府治所在地）
- 銭江県
- 塩官県
- 安国県
- 富陽県
- 余杭県
- 於潜県
- 新登県
- 呉昌県
- 桐廬県
- 武康県

## 宋代

### 北宋
北宋が成立すると杭州は両浙路の路治が設置され、1107年（大観元年）には杭州府に昇格した。当時は20万戸を数える江南地区最大の都市となっていた。1089年（元祐4年）には蘇軾が杭州知州に任じられ、西湖の浚渫事業、水利事業を行っている。
杭州府の管轄県は以下の9県
- 銭塘県（府治所在地）
- 仁和県
- 塩官県
- 臨安県
- 富陽県
- 余杭県
- 於潜県
- 新城県
- 昌化県

### 南宋
南宋になると杭州はその全盛期を迎える。1129年（建炎3年）、行宮が杭州に置かれると杭州府は臨安府と改称され、1138年（紹興8年）には正式な遷都が行われ、杭州は南宋の政治・経済の中心地となった。また都城の防衛のために城壁の拡張工事が行われている。国都となった臨安府の人口は急増し、咸淳年間（1265年-1274年）には124万人にまで増加している。
臨安府の管轄県は以下の9県
- 銭塘県（府治所在地）
- 仁和県
- 塩官県
- 臨安県
- 富陽県
- 余杭県
- 於潜県
- 新城県
- 昌化県

## 元代
1276年（至元13年）、南宋を滅ぼした元代は両浙都督府（後に江浙行省に移管）を設置、1278年（至元15年）に杭州路総管府が設置され杭州路と称されるようになった。下部行政区に関しては宋代のものを沿襲、塩官県が海寧州に改編されるなど小規模な異動にとどまっている。
1335年（後至元元年）、杭州城内で大規模な火災が発生し15,755軒を消失し、元末に杭州城は大規模な再建事業が実施された。1358年（至正18年）、張士誠による杭州城再建が行われ、周囲64,020尺、高さ30尺、厚さ40尺というそれまでの規模を上回る杭州城を再建された。
杭州路の管轄州県は以下の1州・8県
- 銭塘県（路治所在地）
- 仁和県
- 臨安県
- 富陽県
- 余杭県
- 於潜県
- 新城県
- 昌化県
- 海寧州

## 明清代
1366年、朱元璋により杭州路は杭州府と改められた。元末には度重なる戦火により杭州城にも被害が及び経済は衰退、西湖も泥土の堆積により農業灌漑に支障を来たすなどの被害を受けた。
明のとき、杭州府は浙江省に属し、銭塘・仁和・海寧・臨安・富陽・余杭・於潜・新城・昌化の9県を管轄した。
清のとき、杭州府は浙江省に属し、銭塘・仁和・臨安・富陽・余杭・於潜・新城・昌化と海寧州の1州8県を管轄した。清代、大運河で運ばれてきた穀物の集積地となった。
1895年（光緒21年）には日清戦争に敗北した清朝は下関条約により杭州を日本に対し開港、また租界の設置を認めている。

## 中華民国以降
1913年、中華民国が成立すると府制が廃止となり杭州府は廃止、杭州府管轄県はその後設置された銭塘道の管轄とされた。1927年（民国16年）に道制も廃止、浙江省直轄とされた。その後の行政変革に関しては杭州市を参照のこと。